# Гарі Табах
Гері (Юрій) Табах (народився в лютому 1962 року) — капітан першого рангу ВМС США у відставці, відомий тим, що був першим радянським громадянином, який отримав офіцерську службу в Збройних силах Сполучених Штатів. Табах був радником посла США та спеціальним представником президента в колишньому Радянському Союзі. Він обіймав різні посади в місіях НАТО і отримав визнання за свій досвід у військових справах, стратегії скорочення оборони, питаннях національної безпеки та боротьбі з тероризмом.

## Молодість і освіта
Гарі Табах народився в Москві, СРСР, у родині пана Зіновія Табаха, лікаря-стоматолога, та пані Ріми Табах, гематолога. У 1976 році він емігрував до Сполучених Штатів разом зі своїми батьками, старшою сестрою та бабусею.
У 1985 році Табах отримав диплом фармацевта в Університеті Темпл у Філадельфії. Через рік закінчив парашутну підготовку. З 1990 по 1993 рік він отримав ступінь магістра ділового адміністрування в Джексонвільському університеті у Флориді.

## Військова кар'єра
Після закінчення Університету Темпл він отримав звання прапорщика у ВМС США. З 1985 по 1991 рік працював фармацевтом у військово-морських госпіталях.
У 1991 році Табах став спеціальним представником президента, а також помічником і радником посла США в країнах колишнього СРСР. До 1994 року він працював у посольстві США в Москві, виконуючи функції зв'язку між урядом США та урядами країн колишнього Радянського Союзу. Він представляв інтереси уряду США, консультував посла США щодо політики та стратегії, а також надавав аналіз і рекомендації щодо політичних, економічних і безпекових подій у регіоні.
У 1994 році він приєднався до Комісії військовополонених — зниклих безвісти, активно займаючись пошуком американських військовополонених і міліціонерів у колишньому Радянському Союзі. Крім того, він працював директором курсу в USUHS.
У 1997 році він обіймав посаду керівника Управління військової інформації (MIO) у Спеціальній місії військових спостерігачів ООН у Грузії (UNOMIG), очолюючи групу переговорів щодо заручників.
З 1998 по 2000 рік Табах обіймав посаду начальника Відділу впровадження контролю над озброєннями в Посольстві США в Алмати, Казахстан.
Згодом він обіймав посаду офіцера з військово-морських справ у відділі оборонного співробітництва посольства США у Варшаві, Польща, наглядаючи за поставками зброї до Польщі під час її переходу на стандарти НАТО. Він також обіймав посаду програмного менеджера в Офісі зменшення загрози при посольстві США в Москві.
З 2006 по 2008 рік Табах обіймав посаду першого заступника директора Центру передового досвіду НАТО з питань захисту від тероризму в Анкарі, Туреччина. Він відповідав за керівництво штабом із 90 міжнародних військовослужбовців із семи країн НАТО.
З 2008 по 2011 рік він був начальником штабу Військової місії зв'язку НАТО, яка координувала контакти з Міністерством оборони Росії в Москві.
Табах отримав військові нагороди за свою службу, включаючи Легіон заслуг, одну з найвищих військових відзнак США.
Табах пішов у відставку з ВМС США в 2011 році і зараз працює генеральним директором Fort Seal.
Його дочка, Мішель, також стала морським офіцером, виконуючи обов'язки лейтенанта-командира на бойовому кораблі та керуючи відділом управління бойовими діями.

## Громадянська позиція
Табах різко критикує як зовнішню, так і внутрішню політику Путіна та активно підтримує Україну в її боротьбі за суверенітет і свободу.

## Військові нагороди
- Медаль за службу в обороні
- Легіон заслуг
- Медалі за спільні заслуги в обороні (4 нагороди)
- Медаль «За заслуги в обороні».
- Спільні відзнаки (2 нагороди)
- Медаль ООН
- Похвальна медаль ВМС
- Почесна відзнака
- Медаль за спільні досягнення
- Медалі за військово-морські досягнення (2 нагороди)